# John Richter
John Richter é um ex-jogador de basquete norte-americano que foi campeão da Temporada da NBA de 1959-60 jogando pelo Boston Celtics.